# 加藤千恵 (歌人)
加藤 千恵（かとう ちえ、1983年11月10日 - ）は、日本の歌人、小説家。
ニックネームは、かとちえ。北海道旭川市出身。

## 経歴
北海道旭川北高等学校を経て、立教大学文学部日本文学科を卒業。
高校時代に本格的に創作を始めてインターネット上で作品を発表する傍ら、NHKの短歌番組の常連入選者として活躍する。10代の微妙な心情を平易な言葉で巧みに表現した作風は、枡野浩一らに高く評価される。2000年に短歌研究社主催の「うたう」で作品賞佳作となる。2001年に雑誌『ハッピーマウンテン』、処女短歌集『ハッピーアイスクリーム』を出版し、後者は歌集として異例のベストセラーとなる。
2002年の進学を機に上京して本格的に作家活動を開始する。第2短歌集『たぶん絶対』を出版して雑誌『Zipper』（祥伝社）で短歌エッセイを連載するほかに、恋愛小説も多数執筆する。
2018年に第一子を出産し、同年6月以降は地元の旭川市に在住していたが、2021年8月に再び都内に拠点を戻した。

## 人物
- 西加奈子、島本理生、山崎ナオコーラ、村田沙耶香など同世代の作家と仲が良い[3]。朝井リョウはラジオ番組でともにDJを担当し、羽田圭介の小説『成功者K』で作中の登場人物に名前を借用されている[4]。
- 芸能界に若林正恭（オードリー）、新内眞衣（元・乃木坂46）などの友人がいる。
- 2013年の時点で身長は157.7センチメートル（現在は不明）。
- 初めて読んだ漫画は『コボちゃん』。保育園のころ、母親がふりがなを振った『コボちゃん』を読んだことで漢字がかなり読めるようになった[5]。

## 出演

### ラジオ
- かとちえ・舞のラジオ！ラジオ！ラジオ！（2001年11月 - 2002年3月、FMりべーる）
- 朝井リョウ&加藤千恵のオールナイトニッポン0(ZERO)（2015年4月 - 2016年3月、ニッポン放送）
- 加藤千恵＆西加奈子のオールナイトニッポンR（2016年6月25日、ニッポン放送）
- 朝井リョウ&加藤千恵のオールナイトニッポン0(ZERO)（2022年10月22日・2023年9月2日・2024年8月24日、ニッポン放送）

### ネットテレビ
- ホウドウキョク24「真夜中のニャーゴ」（2015年、FOD）

## 著作

### 歌集
- ハッピーアイスクリーム（2001年、マーブルトロン、のち中公文庫、集英社文庫〈短編5つを追加し『ハッピー☆アイスクリーム』に改題〉）
- たぶん絶対（2002年、マーブルトロン）

### 小説
- ゆるいカーブ（2006年、スリーエーネットワーク、のち幻冬舎文庫〈『真夜中の果実』に改題〉）
- ハニー ビター ハニー（2009年、集英社文庫）
- 誕生日のできごと（2010年、ポプラ文庫ピュアフル）
- さよならの余熱（2010年、集英社文庫）
- あかねさす 新古今恋物語（2011年、河出書房新社）
- カノン（2011年、ソニー･デジタルエンタテメント）
- その桃は、桃の味しかしない（2012年、幻冬舎）
- あとは泣くだけ（2012年、集英社）
- 映画じゃない日々（2012年、祥伝社文庫）
- 春へつづく（2013年、ポプラ社）
- いろごと（2014年、ぶんか社）
- こぼれ落ちて季節は（2014年、講談社）
- 点をつなぐ（2015年、角川春樹事務所）
- 蜜の残り（2015年、角川文庫）
- アンバランス（2016年、文藝春秋）
- ラジオラジオラジオ！（2016年、河出書房新社）
- いつか終わる曲（2016年、祥伝社文庫）
- いびつな夜に（2018年、幻冬舎文庫）
- 消えていく日に（2018年、徳間書店）
- そして旅にいる（2019年、幻冬舎）
- この街でわたしたちは（2020年、幻冬舎）

### 共編著
- ふかわりょうとの共編『ヴァイブレーション!フルエル心ノケータイ短歌』（2003年10月、マーブルトロン、中央公論新社 発売）
- 阿部和重 共選、コバルト編集部 編『ケータイ・プチポエム』（2005年1月、集英社コバルト文庫）
- 『写真短歌部 放課後』タクマクニヒロ 写真（2008年、雷鳥社）

## 翻訳
- アシュリー・ライス『ガールズ・ルール 女の子って最高!』（2005年、汐文社）
- アシュリー・ライス『フレンズ・ルール 友だちって最高!』（2005年、汐文社）